# Biotopo San Leopoldo
Il Biotopo San Leopoldo è un'area naturale protetta nella provincia di Grosseto, in Toscana.

## Territorio
Il tratto di costa compreso fra i paesi di Castiglione della Pescaia a nord e Marina di Grosseto a sud fa parte dell'ampio arco di litorale sabbioso formatosi fra le foci dei fiumi Bruna e Ombrone. 
Il biotopo corrisponde ad un tratto fra i più interessanti che si estende per circa 4 km dal canale emissario di San Leopoldo fino alla località Le Marze, in comune di Grosseto. Esso comprende anche buona parte della pineta retrostante al tombolo fino alla strada litoranea.
Il biotopo racchiude uno dei tratti di litorale basso meglio conservati in Toscana, in termini di estensione, naturalità e ricchezza di flora e vegetazione psammofila spontanea.
La fortissima pressione antropica cui sono soggette le coste sabbiose, lo sviluppo continuo dei centri abitati, lo sfruttamento turistico delle spiagge, l'inquinamento, l'erosione costiera e la progressiva diffusione di specie esotiche sulle dune, sono gravi fattori di perdita di diversità e naturalità dei fragili ecosistemi psammofili litorali. Questo spiega la priorità assegnata a livello europeo (Direttiva 97/62/CE) agli habitats “dune costiere con Juniperus spp.” e “dune con foreste di Pinus pinea e/o Pinus pinaster”, entrambi ben rappresentati fra Marina di Grosseto e Castiglione della Pescaia.
L'area rientra nel SIR 112 “Tombolo di Castiglion della Pescaia a Marina di Grosseto” di 374,13 ettari e nel pSIC e ZPS omonimi (cod. Natura 2000 IT51A0012). Non sono presenti aree protette ai sensi della L 394/91 e LRT 49/95, ma il biotopo San Leopoldo è classificato “Area contigua” alla Riserva Provinciale “Diaccia Botrona”.

## Geomorfologia
L'arco di dune si interpone fra il mare e la vasta area palustre della Diaccia Botrona, residuo del grande lago di Castiglione della Pescaia anticamente alimentato dalle acque di esondazione del fiume Bruna.
Le sabbie apportate nel tempo dalla Bruna a nord e dall'Ombrone a sud si sono accumulate su un sistema dunale che in taluni punti raggiunge ragguardevoli profondità.
La parte interna di questa fascia, denominata “tombolo”, fu imboschita con pini sin dall'epoca del Granduca di Toscana Leopoldo II, nell'ambito dei lavori di bonifica delle pianure costiere maremmane. Il tratto di costa è relativamente poco soggetto all'erosione marina per cui l'arenile mantiene ancora una buona profondità che consente la seriazione naturale della vegetazione in funzione della distanza dal mare.
Il clima è di marcata impronta mediterranea, con periodo autunno-invernale umido e mite e estati calde e aride. La temperatura media annua è di circa 15,5 °C, mentre le precipitazioni si aggirano sui 700 mm annui.

## Flora
La parte interna del tombolo, dove le dune sono ormai completamente spianate, è occupata da estese e suggestive pinete a pino domestico (Pinus pinea), e in misura minore, pino marittimo (Pinus pinaster). Entrambe le specie furono introdotte all'epoca del Granduca, ma oggi la pineta presenta struttura disetanea e irregolare, con lacune di copertura che favoriscono la rinnovazione del pino stesso e il mantenimento di un'elevata diversità floristica.
Nel sottobosco è insediata una macchia sclerofillica a densità variabile in cui è molto abbondante Erica multiflora, la fillirea a foglie strette (Phillyrea angustifolia), e altri arbusti (associazione del Phillyreo- Ericetum multiflorae).
In posizione più avanzata la pineta lascia il posto ad una fascia di macchia dunale a ginepro coccolone (Juniperus oxycedrus ssp. macrocarpa), ginepro fenicio (J. phoenicea) e altre sclerofille, denominata Phillyreo-Juniperetum phoeniceae.
Ad essa seguono verso il mare alcuni tipi associazione retrodunale fra cui quella del Crucianelletum maritimae è la più caratteristica. In essa compaiono numerose specie erbacee perenni e annuali che colonizzano le sabbie stabilizzate, in particolare l'aromatico Helichrysum stoechas e la bella Anthemis maritima.
Sulle dune rilevate antistanti è ben sviluppata la comunità ad ammofila ed altre piante specializzate con profondo apparato radicale come Elymus farctus ed Euphorbia paralias (associazione dell’Ammophiletum arundinaceae). In posizione ancora più avanzata, sulle sabbie salse e mobili vicino alla battigia, si trova infine una comunità molto rada di piante annuali alofile come Cakile maritima e Salsola kali (Cakilo-Xanthietum italici).
Alla foce del canale di San Leopoldo si trovano interessanti lembi di vegetazione igrofila e subalofila con diverse Cyperaceae, Juncaceae e Poaceae.
Nel biotopo è presente l'intera compagine della flora psammofila maremmana, sostanzialmente ancora esente da contaminazioni di specie esotiche. Sulle dune e nel retroduna sono molto diffuse Cakile maritima, Anthemis maritima, Sporobolus pungens, Medicago marina, Medicago litoralis, Helichrysum stoechas, Ononis variegata, Euphorbia paralias, Echinophora spinosa, Eryngium maritimum, Elymus farctus, Euphorbia peplis, Pseudorlaya pumila, Cyperus capitatus, Calystegia soldanella, Centaurea sphaerocephala, Silene otites, Silene colorata ssp. canescens, Matthiola sinuata, Seseli tortuosum, Avellinia michelii, Pancratium maritimum, Malcomia ramosissima, Lophochloa pubescens, Lagurus ovatus, Euphorbia barrelieri, Cuscuta cesatiana, e altre. Diverse di esse compaiono nelle liste rosse regionali e in quelle della legge toscana sulla flora protetta.
Nelle radure della macchia costiera e della pineta sono presenti altre entità interessanti come Coris monspeliensis, Linaria cossonii var. brevipes, Daphne sericea, diverse orchidacee e molte specie annuali di graminacee e leguminose come Trigonella gladiata, Trifolium cherleri e Ononis reclinata.
Nei punti lievemente umidi compaiono specie igrofile e più o meno alofile tipiche del retroduna subsalso come Salsola soda, Suaeda maritima, Carex extensa, Oenanthe lachenalii, Linum maritimum, Aster tripolium, Artemisia coerulescens var. palmata, Sonchus maritimus, Salicornia patula, Juncus acutus, Erianthus ravennae, Atriplex prostrata subsp. latifolia e altre.